# Lariano
Lariano es una localidad italiana de la provincia de Roma, región de Lazio, con 12.457 habitantes.

## Evolución demográfica
| Gráfica de evolución demográfica de Lariano entre 1861 y 2001 |
|                                                               |
| Fuente ISTAT - elaboración gráfica de Wikipedia               |

## Ciudades hermanadas
- Victoria
- Sausset-les-Pins
- Crecchio
- San Ferdinando di Puglia